# Michail Kalašnikov
Michail Timofejevič Kalašnikov (10. listopadu 1919, Kurja – 23. prosince 2013, Iževsk) byl ruský konstruktér pěchotních zbraní.

## Životopis

### Před válkou
Narodil se 10. listopadu 1919 ve vesnici Kurja v Altajské oblasti. Byl sedmnáctým dítětem Timofěje Alexandroviče Kalašnikova a Alexandry Frolovny Kalašnikovové. Během kolektivizace v roce 1930 byl jeho rodině zabaven majetek a jako kulaci byli deportováni do Tomské oblasti na Sibiři. Po ukončení základní školy se vyučil zámečníkem u Sibiřsko-turkestánské dráhy ve stanici Mataj. Po vyučení zde nastoupil jako mechanik. Na podzim roku 1938 nastoupil základní vojenskou službu. Již zde se projevil jeho technický talent tím, že vyrobil počitadlo výstřelů k tankovému kanónu a přizpůsobil pistoli Tokarev TT 30/33 ke střelbě zevnitř tanku.

### Druhá světová válka
Jelikož začala druhá světová válka, neměl již šanci zavést tyto novinky do praxe. Jako tankista bojoval v 1. tankové armádě maršála Katukova, v říjnu 1941 se zúčastnil bitvy o Brjansk, kde utrpěl vážné zranění ramena po zásahu svého tanku BT-7. Byl převezen do nemocnice ve městě Jelec, kde z nemocniční knihovny získal první poznatky o konstrukci zbraní. Byl hospitalizován až do roku 1942 a během svého pobytu v nemocnici si všiml stížností vojáků na dosavadní samopaly Rudé armády. Kalašnikov vzal v potaz nedostatky u samopalů v Rudé armádě v podobě zasekávání a nespolehlivosti a tak začal s návrhem svého vlastního prvního samopalu. Ačkoliv jeho návrh nebyl nikdy přijat do armády, upozornil na svůj talent coby zbraňového konstruktéra. Po přezkoumání vylepšeného modelu A. A. Blagonravem, byl na jeho doporučení Kalašnikov převelen do GAU (Glavnovo artilerijskovo upravlenija) – Hlavní dělostřelecký úřad.
Ke konci Velké vlastenecké války, v roce 1944, začal konstruovat automatickou pušku pro nový náboj 7,62 × 39 mm vzor 43, inspirovanou americkou puškou M1 Garand, ale přednost dostala Simonova puška SKS, ovšem po válce SSSR hledal efektivnější pušky a Kalašnikov se znovu vrátil do hry.

### Po válce

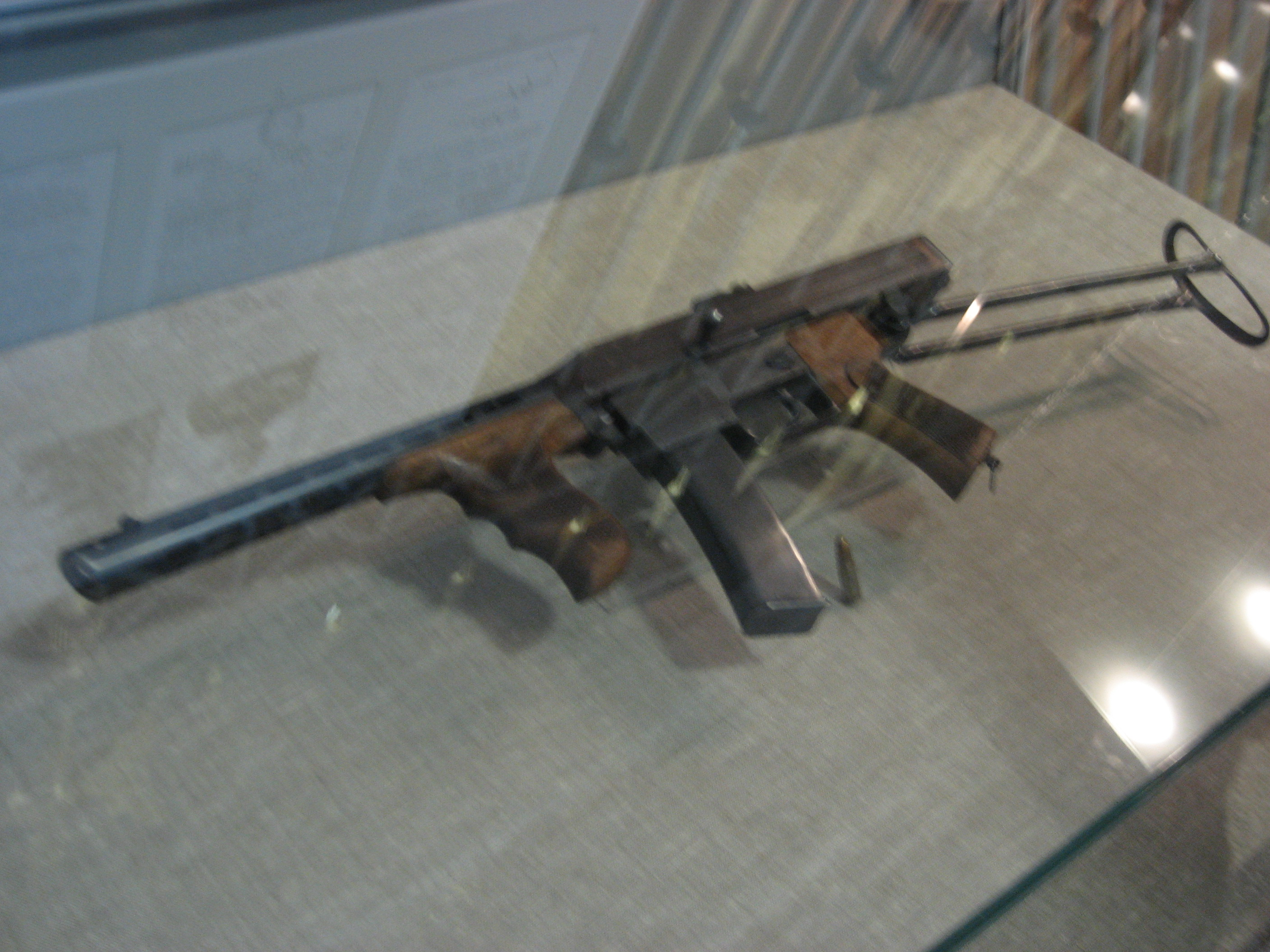
Kalašnikovův návrh jeho prvního samopalu AK-42

Od roku 1945 Kalašnikov vyvinul mnoho prototypů z nichž v roce 1947 se ukázal být nejlepším AK-47, za nejlepší ho prohlásili i největší Kalašnikovovi konkurenti a konstruktéři zbraní Vasilij Děgťarjov a Georgij Špagin. Po splnění všech podmínek byla zbraň v roce 1949 zavedena do výzbroje jako AK-47 a stala se nejznámější konstrukcí Michajla Timofejeviče Kalašnikova. Na konstrukci se vedle něho podíleli dva jeho kolegové, Alexandr Zajcev a Vladimir Dějkin.  V roce 1959 vyvinul lehčí a ekonomicky úspornější verzi AKM (M = modernizirovanyj) s lisovaným pouzdrem závěru (původní AK-47 měl frézované pouzdro závěru) a s dalšími úpravami jako je jednoduchý kompenzátor zdvihu či odlehčený kryt závěru. Je pravdou, že ačkoliv je zbraň všeobecně známá jako AK-47, nejvíce rozšířená je právě její varianta AKM. Následně Kalašnikov vyvinul kulomety RPK a PK později modernizovaný pod názvem PKM pro náboj 7,62×54mmR.
V roce 1971 získal titul doktor technických věd a několik období byl poslancem Nejvyššího sovětu SSSR. Ke stáru byl na penzi v Iževsku, kde mu bylo uděleno čestné občanství. Nadále aktivně spolupracoval s Iževskou zbrojovkou, kde pracuje také jeho syn Viktor. Dále působil jako konzultant firem Rosvooruženije a Rosobornexport.
Dne 17. listopadu 2013 byl hospitalizován na jednotce intenzivní péče v Iževsku, kde o měsíc později zemřel.

## Vyznamenání

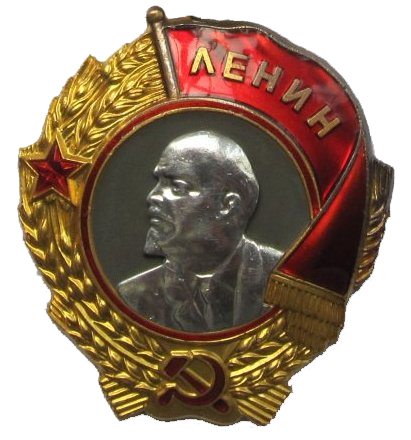
3x Leninův řád
Řád Vlastenecké války I. třídy
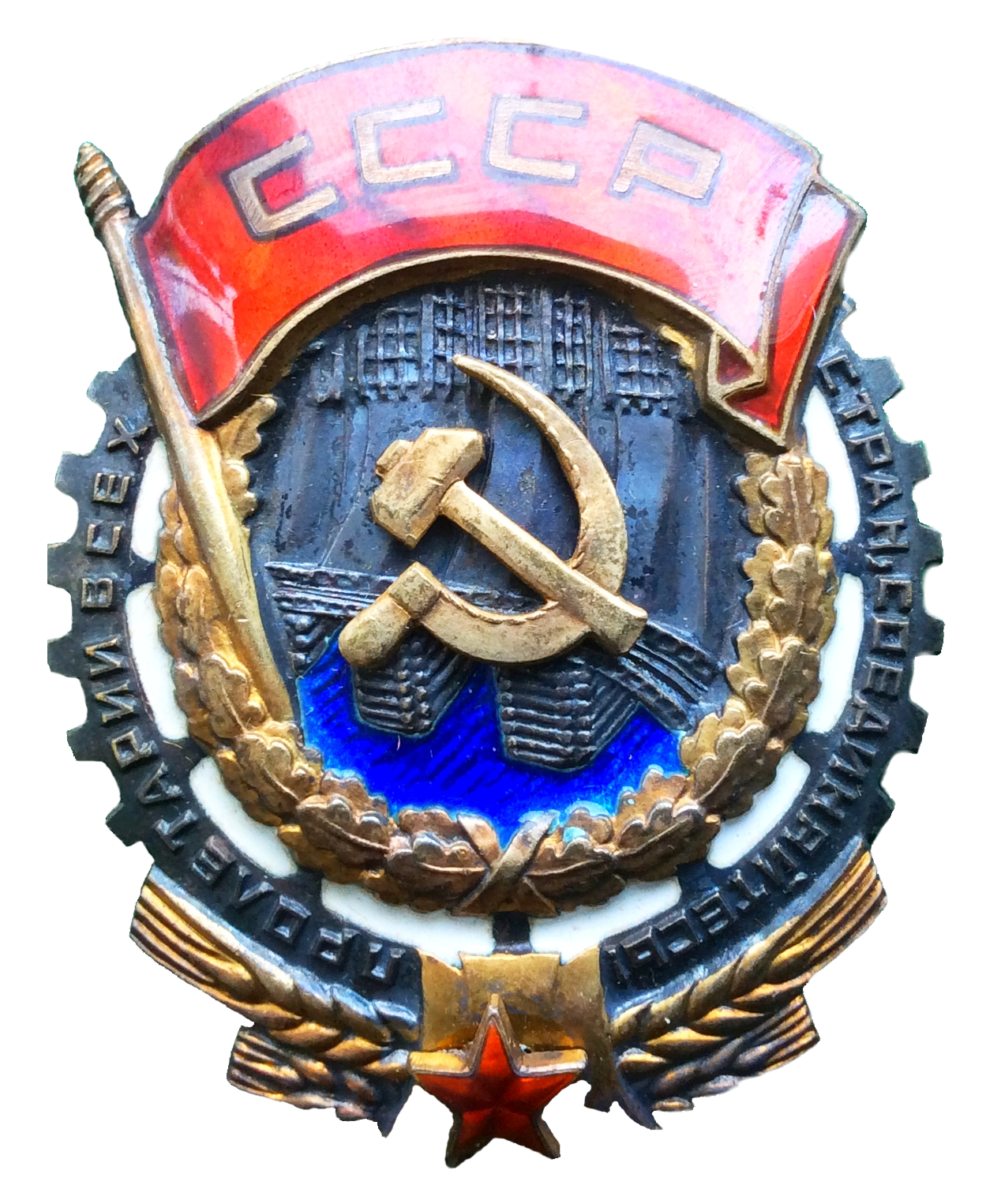
Řád rudého praporu práce

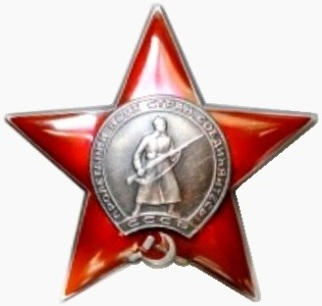
Řád rudé hvězdy
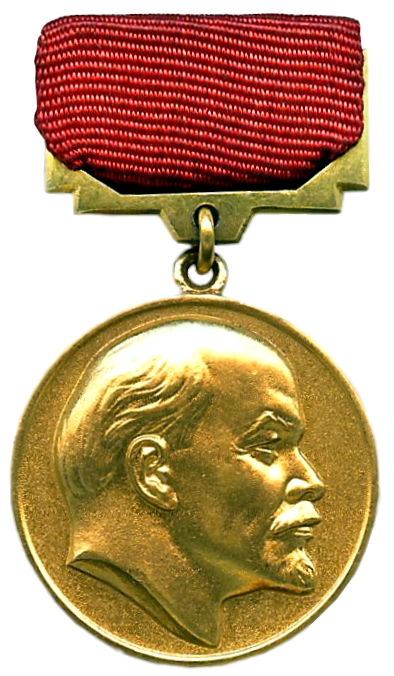
Leninova cena 1964